# Varma vindar
Varma vindar är ett studioalbum från 1995 av det svenska dansbandet Wizex. 

## Låtlista
1. Varma vindar
2. Alla vackra stunder
3. Hiphop eller hula hula
4. I samma land
5. Samma ensamma jag
6. Hej kontinent
7. Det bästa som har hänt
8. Länge leve kärleken
9. Boogie hela natten (duett - Lena Pålsson och Danne Stråhed)
10. Sommaren -65
11. Det kallar jag kärlek gosse
12. Så bra som du
13. En dag i sänder

### Fotnoter
1. ↑  ”Svensk mediedatabas”. http://smdb.kb.se/catalog/id/001508245. Läst 22 april 2011.
2. ↑  ”Svensk mediedatabas”. http://smdb.kb.se/catalog/id/001535231. Läst 22 april 2011.